# آيت مالك
آيت مالك (بالإنجليزية: AIT MALEK)‏ هي قرية ريفية تابعة لإقليم الخميسات ضمن جهة الرباط سلا زمور زعير بالمغرب. بلغ مجموع عدد سكان آيت مالك حسب إحصاءات 2004 حوالي 4396 نسمة يعيشون في 824 أسرة.